# Эмбол
Э́мбол (лат. embolus ← др.-греч. ἔμβολος «клин; затычка; колышек») — любой несвязанный внутрисосудистый субстрат (твёрдый, жидкий или газообразный), циркулирующий по кровеносному руслу, не встречающийся там в нормальных условиях, способный вызвать закупорку артериального сосуда на достаточно большом расстоянии от места появления.
Термин ввел в научный оборот в 1848 году Рудольф Вирхов.

## Классификация по структуре
- Тромбоэмбол — оторвавшийся от стенки сосуда или сердца тромб.
- Жировой эмбол — капли жира, попавшие в кровеносное русло при переломе трубчатых костей, размозжении подкожной жировой клетчатки и довольно редко при внутривенном введении лекарств на масле.
  - Холестериновый эмбол — эмбол, состоящий из холестерина, часто из атеросклеротической бляшки кровеносного сосуда.
- Газовый эмбол — газ, образующийся внутри сосуда при кессонной болезни.
  - Воздушный эмбол — пузырьки воздуха внутри сосуда (при ранении вен шеи, введении воздуха в вену, повреждении лёгкого и т. д.).
- Микробный (септический) эмбол — гнойный эмбол, содержащий комочки бактерий, грибов, простейших, гельминтов.
- Тканевой эмбол — эмбол, состоящий из маленького кусочка клеточной ткани.
- Эмбол-инородное тело — инородное тело из окружающей среды, попавшее в просвет кровеносного сосуда.
- Эмбол из амниотической жидкости.